# Eobano di Utrecht
Eobano di Utrecht, in tedesco Eoban (Inghilterra, ... – Dokkum, 5 giugno 754), fu un sacerdote inglese che si trasferì sul continente al seguito di san Bonifacio; divenne vescovo di Utrecht e morì martire con Bonifacio accompagnandolo in una missione presso i Frisoni.

## Biografia
Eobano era un sacerdote che si trasferì sul continente al seguito di san Bonifacio. Nella sua missione presso i Frisoni funse da corepiscopo, prima di diventare, nel 753 vescovo di Utrecht.
Il 5 giugno 754 (o 755) egli ed i suoi compagni (secondo san Villibaldo più di 50 persone) furono uccisi dai Frisoni pagani sulle rive del fiume Boorne presso Dokkum (Paesi Bassi). Era il giorno in cui egli doveva amministrare la Cresima ad alcuni frisoni del luogo, già in precedenza battezzati.
Se la sua morte si possa considerare in senso proprio un martirio o se potesse essersi trattato anche di un'aggressione per rapina, è questione teologica. Le più recenti ricerche sono giunte alla conclusione, che gli assassini erano Frisoni pagani e che erano pienamente consapevoli di con chi avevano a che fare, ma approfittarono anche dell'occasione per fare un buon bottino.

## Culto ad Erfurt
Dopo il 756 i resti dei vescovi Adelario ed Eobano di Utrecht furono traslati a Fulda ed inumati vicino a quelli di San Bonifacio. Prima del 1100 devono essere poi stati nuovamente traslati, allora ad Erfurt. In ogni caso è in quel periodo che inizia il culto delle reliquie di san Bonifacio ad Erfurt.
Il sarcofago-reliquiario del santi Adelario ed Eobano, siti nel duomo di Erfurt, sono datati dal 1350.